# Фрейзер, Хью (актёр)
Хью Фрейзер (англ. Hugh Fraser; род. 23 октября 1945, Лондон) — английский актёр, известный русскому зрителю прежде всего как исполнитель роли капитана Гастингса в телесериале «Пуаро Агаты Кристи» и герцога Веллингтона в сериале о королевском стрелке Шарпе.

## Биография
Окончил Лондонскую академию драматического искусства и музыки. Снимался во второстепенных и эпизодических киноролях, играл в театре, был рок-певцом. Женат на актрисе Белинде Ланг. Есть дочь Лили.

## Работы в кино
Первую крупную роль сыграл в 1983 году в фильме «Контракт рисовальщика» (режиссёр Питер Гринуэй), снялся ещё в ряде фильмов и сериалов.
В 1988 году был выбран на роль капитана Гастингса для съёмок сериала «Пуаро Агаты Кристи». Исполнял эту роль до 2001 года и в заключительных сериях «Пуаро», вышедших на экран в 2013 году.
Из других фильмов можно отметить «101 далматинец» (Фредерик), «Игры патриотов» (Джеффри Уоткинс), «Лорна Дун» (король Иаков II), «Так сложились звёзды».
Всего фильмография актёра насчитывает 58 кинокартин.

## Избранная фильмография
Полную фильмографию см. в английском разделе.
| Год       |    | Русское название                       | Оригинальное название      | Роль                              |
| --------- | -- | -------------------------------------- | -------------------------- | --------------------------------- |
| 1982      | ф  | Огненный лис                           | Firefox                    | инспектор полиции Тортуев         |
| 1982      | ф  | Контракт рисовальщика                  | The Draughtsman’s Contract | мистер Тальманн                   |
| 1988—2001 | с  | Пуаро Агаты Кристи                     | Agatha Christie’s Poirot   | капитан Гастингс                  |
| 1990      | тф | Лорна Дун                              | Lorna Doone                | король Иаков II                   |
| 1992      | ф  | Игры патриотов                         | Patriot Games              | Джеффри Уоткинс                   |
| 1994—1997 | с  | Приключения королевского стрелка Шарпа | Sharpe                     | сэр Артур Уэлсли, лорд Веллингтон |
| 1996      | ф  | 101 далматинец                         | 101 Dalmatians             | Фредерик                          |
| 2001      | ф  | Забытая рота                           | The Lost Battalion         | генерал Де Коппет                 |
| 2006      | с  | Приключения королевского стрелка Шарпа | Sharpe                     | сэр Артур Уэлсли, лорд Веллингтон |
| 2013      | с  | Пуаро Агаты Кристи                     | Agatha Christie’s Poirot   | капитан Гастингс                  |
| 2016      | ф  | Так сложились звёзды                   | Жұлдыздар тоғысқанда       | Джереми Вильсон                   |